# Makedonski Brod (kommun)
Makedonski Brod (makedonska: Општина Македонски Брод, Македонски Брод) är en kommun i Nordmakedonien. Den ligger i den centrala delen av landet, 40 km söder om huvudstaden Skopje. Antalet invånare är 6 440. Arean är 889 kvadratkilometer.
Följande samhällen finns i kommunen Makedonski Brod:
- Makedonski Brod
- Samokov
- Crešnevo
- Slansko
- Rasteš
- Lokvica
- Gorno Krušje
- Krapa
- Trebino
- Devič
- Latovo
- Dolno Botuše
- Gorno Botuše
- Rusjaci
- Slatina
- Volče
- Benče
- Topolnica
- Grešnica